# 張經 (弘治進士)
張經（1474年—？），字天敘，遼東瀋陽中衛軍籍山東濟南府武定州陽信縣人，明朝政治人物。

## 生平
山東鄉試第十名舉人。弘治十八年（1505年）中式乙丑科會試第二百六十三名，三甲第一百三十六名進士。授安州知州，七年五月贬官，降内乡县知县，改新樂縣知縣，八年六月升浙江道監察御史。出按宣府，彈劾鎮守中官于喜貪肆罪，被于喜誣陷，逮捕入詔獄，貶為雲南河西县典史，之後去世。明世宗初年贈祭。

## 家族
曾祖張端；祖父張昇，遇例冠帶；父張傑，母俞氏；繼母郭氏。具庆下。弟张绣。